# Aglais griseomarginata
Aglais griseomarginata är en fjärilsart som beskrevs av Raynor 1909. Aglais griseomarginata ingår i släktet Aglais och familjen praktfjärilar. Inga underarter finns listade i Catalogue of Life.